# Anancylus mindanaonis
Anancylus mindanaonis är en skalbaggsart som beskrevs av Stefan von Breuning 1968. Anancylus mindanaonis ingår i släktet Anancylus och familjen långhorningar.
Artens utbredningsområde är Filippinerna. Inga underarter finns listade i Catalogue of Life.